# Senna spectabilis
Senna spectabilis är en ärtväxtart som först beskrevs av Dc., och fick sitt nu gällande namn av Howard Samuel Irwin och Rupert Charles Barneby. Senna spectabilis ingår i släktet sennor, och familjen ärtväxter.

## Underarter
Arten delas in i följande underarter:
- S. s. excelsa
- S. s. spectabilis

## Bildgalleri

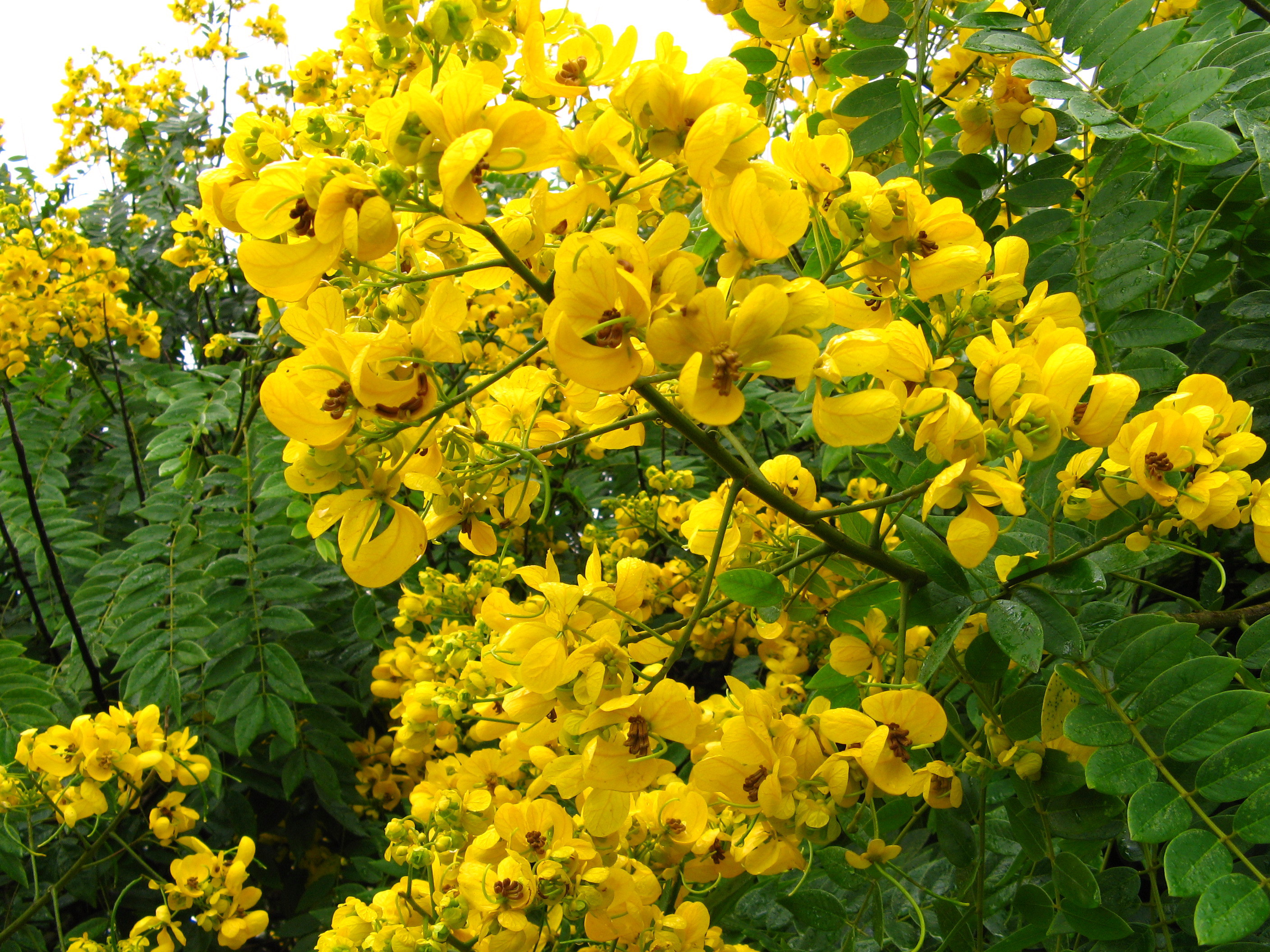
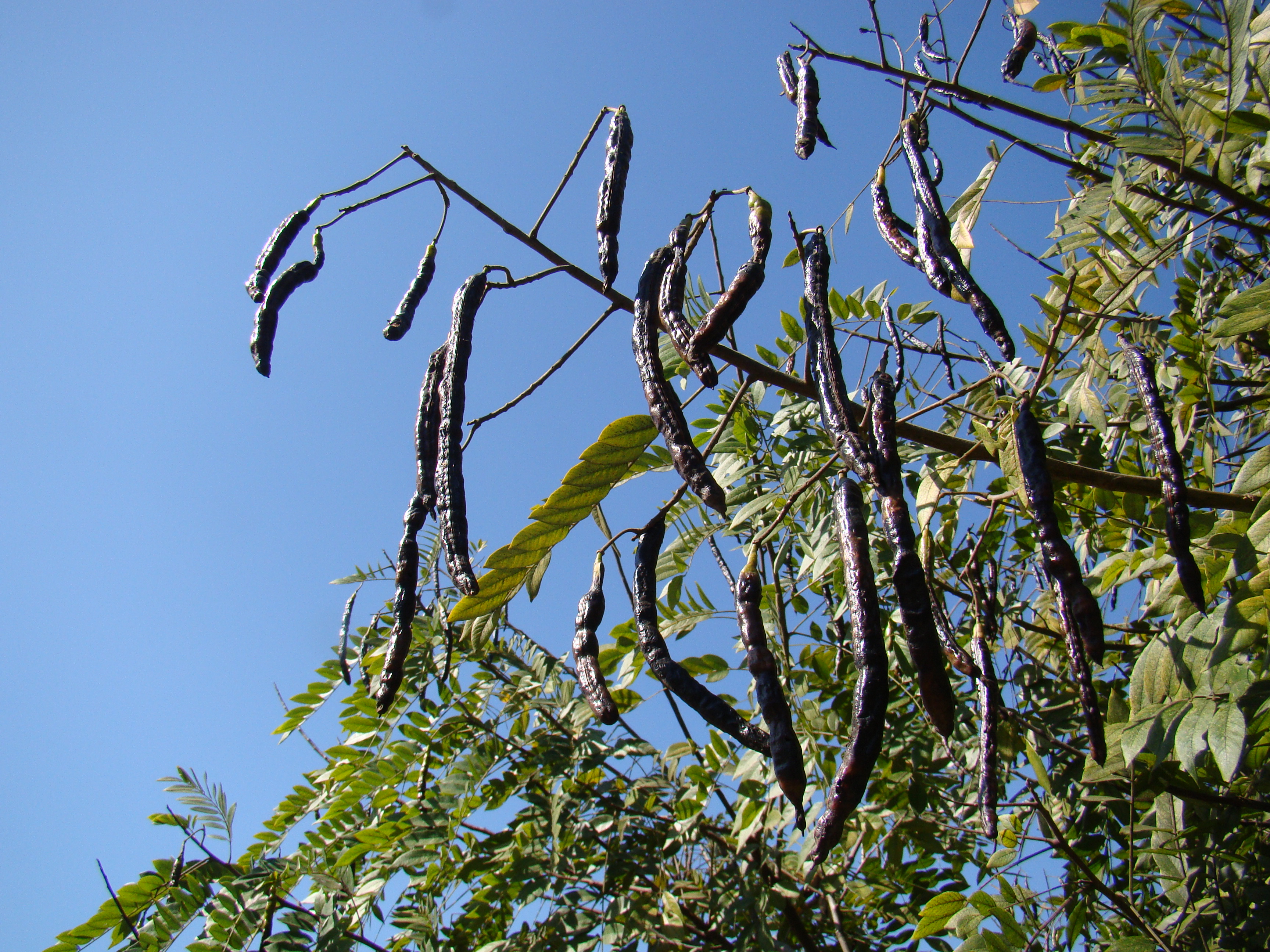
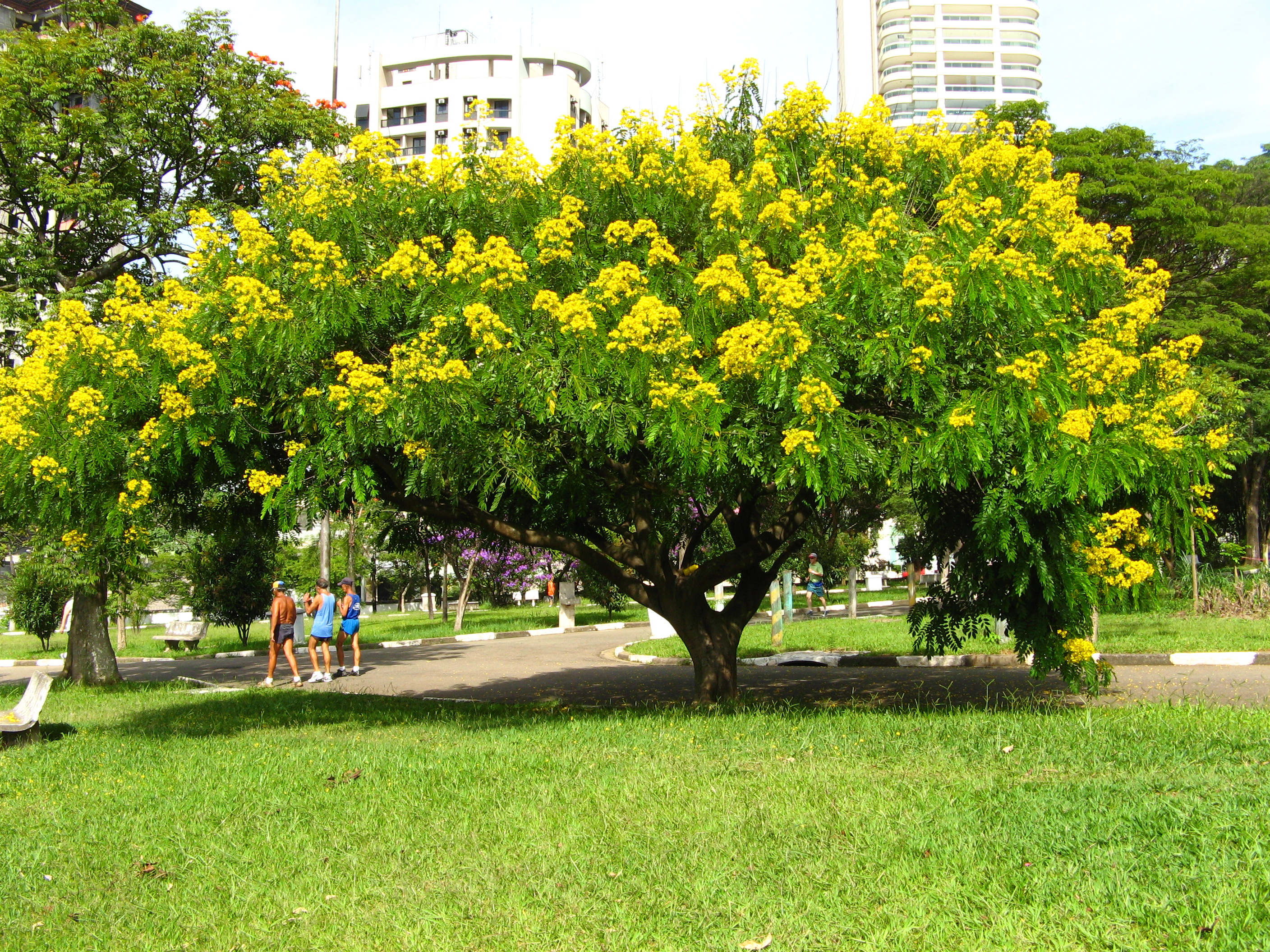
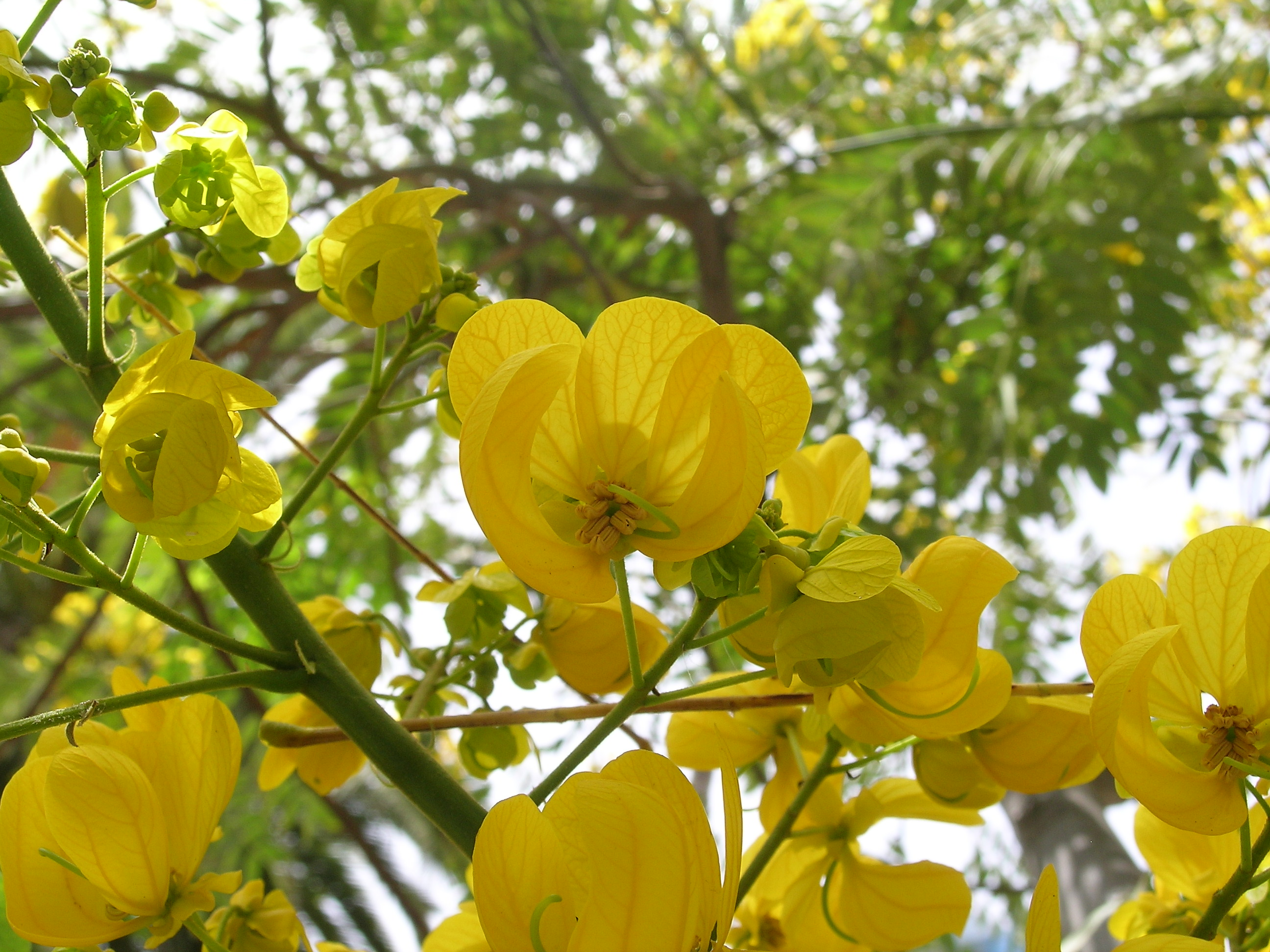
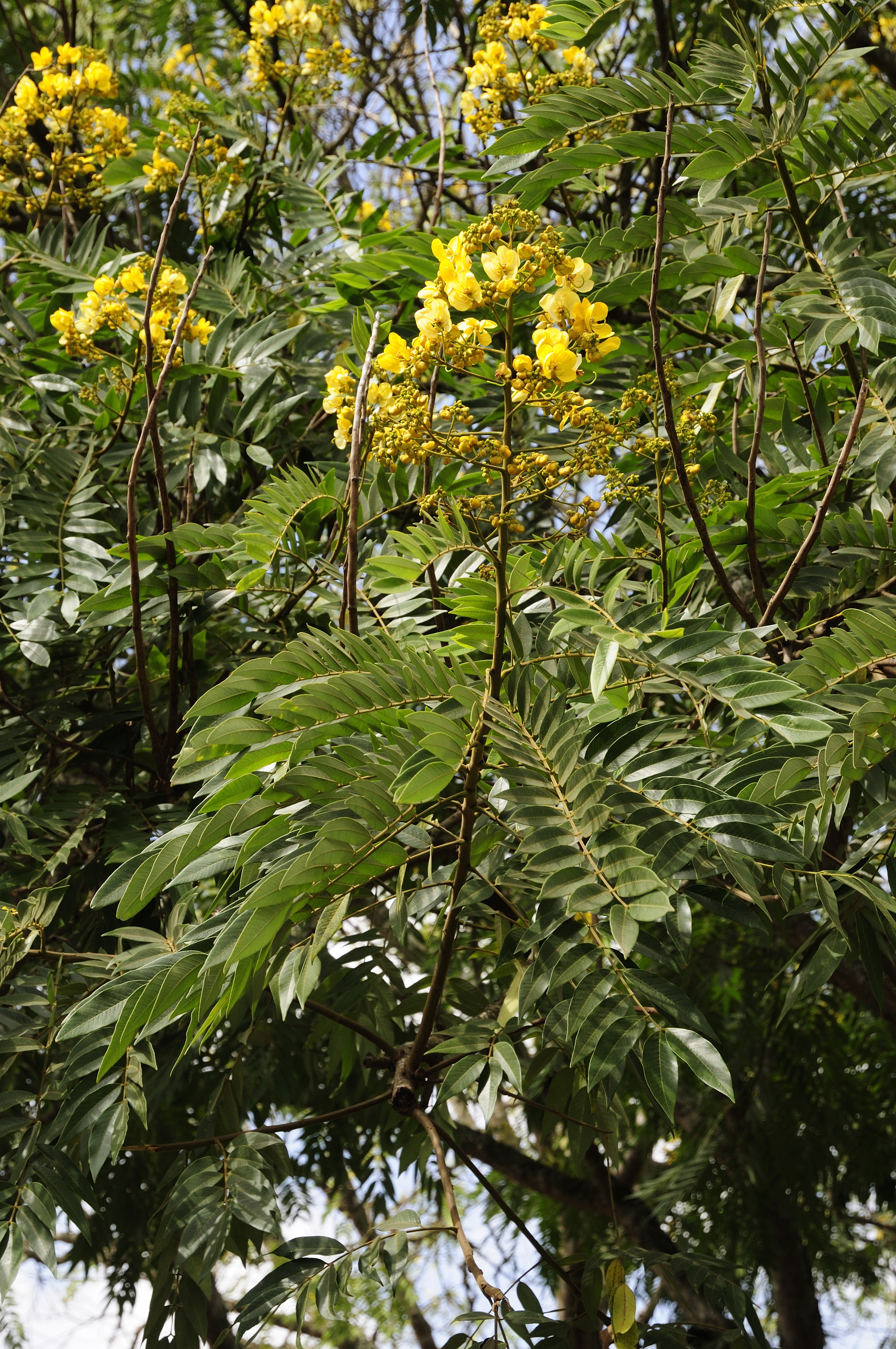
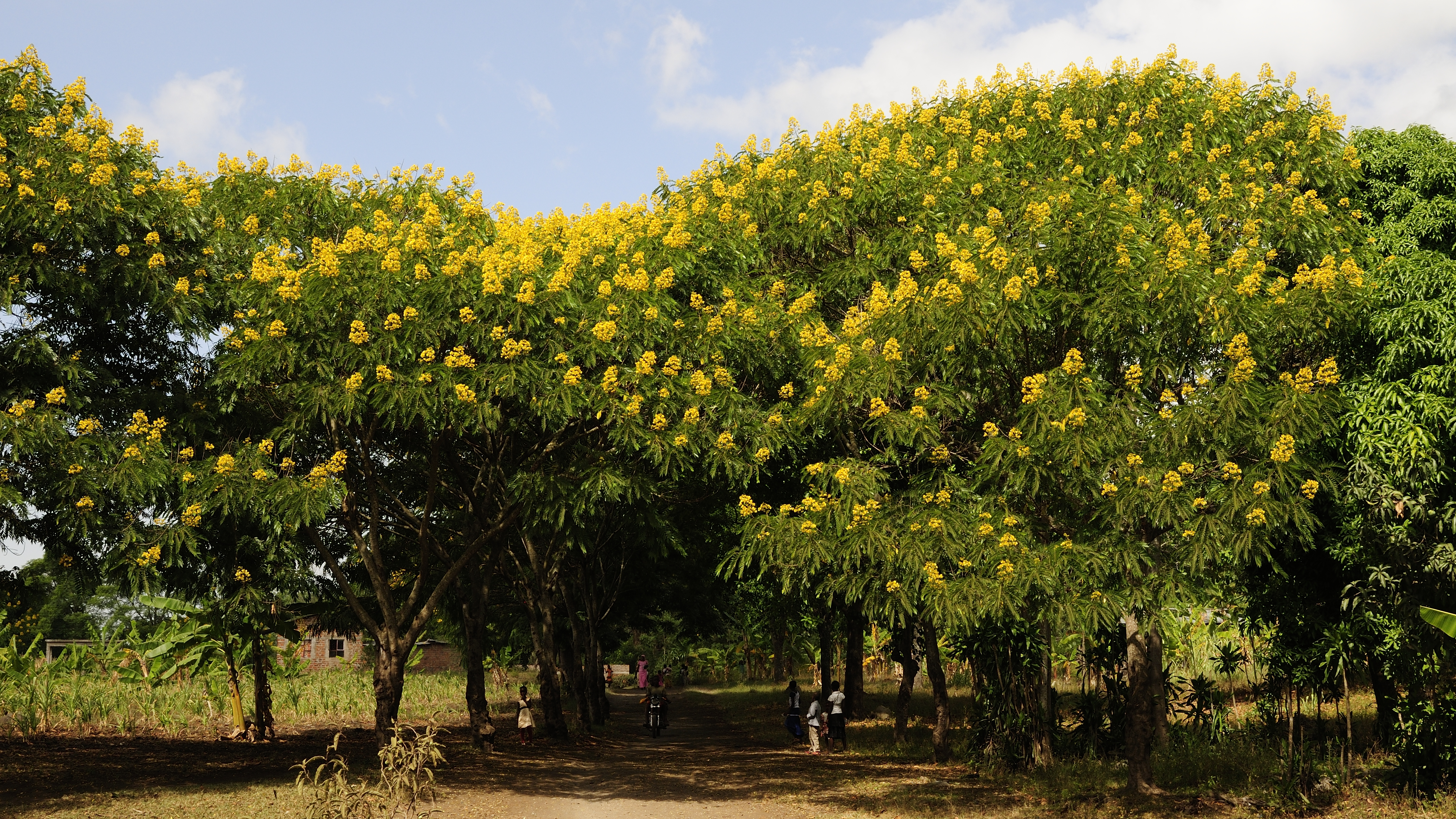